# BFC Daugavpils
Bērnu Futbola Centrs Daugavpils eller BFC Daugavpils är en fotbollsklubb i Lettland i Daugavpils.

## Placering tidigare säsonger
| Säsong | Nivå | Liga     | Placering | Referens | Notering                     |
| ------ | ---- | -------- | --------- | -------- | ---------------------------- |
| 2010   | 1    | 1. līga  | 7         | [ 1 ]    |                              |
| 2011   | 1    | 1. līga  | 8         | [ 2 ]    |                              |
| 2012   | 1    | 1. līga  | 4         | [ 3 ]    |                              |
| 2013   | 1    | 1. līga  | 1         | [ 4 ]    | Uppflyttad till Virslīga     |
| 2014   | 1    | Virslīga | 8         | [ 5 ]    |                              |
| 2015   | 1    | Virslīga | 6         | [ 6 ]    |                              |
| 2016   | 1    | Virslīga | 8         | [ 7 ]    | Nedflyttad till 1. līga 2017 |
| 2017   | 2    | 1. līga  | 3         | [ 8 ]    |                              |
| 2018   | 1    | 1. līga  | 1         | [ 9 ]    | Uppflyttad till Virslīga     |
| 2019   | 1    | Virslīga | 8         | [ 10 ]   |                              |
| 2020   | 1    | Virslīga | 8         | [ 11 ]   |                              |
| 2021   | 1    | Virslīga | 6         | [ 12 ]   |                              |
| 2022   | 1    | Virslīga | 7         | [ 13 ]   |                              |
| 2023   | 1    | Virslīga | 7         | [ 14 ]   |                              |
| 2024   | 1    | Virslīga | 5         | [ 15 ]   |                              |